# George Cables
George Cables (George Andrew Cables), né à Brooklyn (New York) le 14 novembre 1944, est un pianiste américain.

## Biographie
Il étudie le piano dès l'école maternelle, suivant l'exemple de sa mère, pianiste amateur. De 1956 à 1962, à la High School of Performing Arts, il s'initie au jazz, puis durant deux ans au Mannes College à la théorie musicale et l'harmonie.
Ses activités diurnes se doublent d'apparitions dans des clubs ou d'auditions « live » de pianistes. En 1964, il forme son premier groupe, puis entre dans les Jazz Messengers d'Art Blakey (1969-1972). Puis il devient pianiste de Sonny Rollins (1969), Joe Henderson (1969-1971), Max Roach (1971), Freddie Hubbard (1971-1975), Bobby Hutcherson (1976), de nouveau les Jazz Messengers (1979), Dexter Gordon (1977-1979), Art Pepper (1976-1982 : The Trip, No Limit, Laurie's Choice, Tête-À-Tête) et de multiples autres (à peu près 80 leaders différents : Bruce Forman, Frank Morgan, Eddie Marshall, Harold Land, Gary Bartz, Spike Robinson, Archie Shepp, Bud Shank, Chico Freeman, Charlie Rouse, Curtis Fuller, Jiggs Whigham, Billy Harper, Philly Joe Jones, Greg Marvin, Joe Locke, Dizzy Gillespie, Joe Chambers...) Il accompagne peu de chanteurs.
Il a enregistré un premier disque sous son nom en 1975, et n'a pas cessé depuis, avec une certaine prédilection pour les disques en trio.

## Discographie

### En tant que leader
Contemporary Records
- 1979 - Circle avec Joe Farrell, Ernie Watts, Rufus Reid, Eddie Gladden
- 1979 - Cables' Vision avec Freddie Hubbard, Ernie Watts, Bobby Hutcherson, Tony Dumas, et Peter Erskine
- 1985 - Phantom of the City avec Tony Williams, John Heard
- 1987 - By George

Atlas Records
- 1980 - Some Of My Favorite Things avec Tony Dumas, Billy Higgins
- 1982 - Old Wine, New Bottle avec David Williams, Carl Burnett
- 1982 - Wonderful L.A. avec David Williams, Carl Burnett
- 1983 - Sleeping Bee avec David Williams, Carl Burnett
- 1987 - Whisper Not avec Tony Dumas, Peter Erskine

SteepleChase Records
- 1993 - I Mean You avec Jay Anderson, Adam Nussbaum
- 1994 - Beyond Forever avec Joe Locke, Santi Debriano, Victor Lewis
- 1995 - Cables Fables avec Peter Washington, Kenny Washington
- 1994 - Quiet Fire avec Ron McClure, Billy Hart
- 1995 - Person to Person solo
- 1995 - Skylark (en) avec Jay Anderson, Albert Heath
- 1996 - Dark Side, Light Side avec Jay Anderson, Billy Hart
- 2000 - Bluesology avec Jay Anderson, Billy Drummond
- 2001 - One for My Baby avec Jay Anderson, Yoron Israel

Autres labels
- 1975 - Why Not (Whynot) avec Tony Dumas, Carl Burnett
- 1984 - The Big Jazz Trio (Eastworld) avec Stanley Clarke, Peter Erskine
- 1991 - Night and Day (DIW) avec Cecil McBee, Billy Hart
- 1994 - Maybeck Recital Hall Series - Volume 35 (Concord) solo
- 1995 - Alone Together (Groove Jazz) avec Philippe Soirat, Carlos Barretto
- 2001 - Senorita de Aranjuez (Meldac) avec George Mraz, Victor Lewis
- 2002 - Shared Secrets (MuseFX) avec Bennie Maupin, Gary Bartz
- 2003 - Looking for the Light (MuseFX) avec Gary Bartz, Peter Washington, Victor Lewis
- 2006 - A letter to Dexter (Kind of Blue) avec Rufus Reid, Victor Lewis
- 2010 - You Dont Know Me (Kind of Blue)
- 2012 - My Muse (HighNote) avec Essiet Essiet, Victor Lewis

### En tant que sideman
Avec Laurie Antonioli
- Soul Eyes (Catero, 1984)

Avec Gary Bartz
- Love Song (Vee-Jay International, 1977)

Avec Art Blakey
- Child's Dance (Prestige, 1972)

Avec Joe Chambers
- The Almoravid (Muse, 1974)

Avec Joe Farrell
- Sonic Text (Contemporary, 1979)

Avec Chico Freeman
- Focus (Contemporary, 1995)

Avec Curtis Fuller
- Crankin' (Mainstream, 1971)

Avec Dexter Gordon
- Sophisticated Giant (Columbia, 1977)

Avec Billy Harper
- Capra Black (Strata-East, 1973)

Avec Eddie Henderson
- Comin' Through (Capitol, 1977)

Avec Joe Henderson
- If You're Not Part of the Solution, You're Part of the Problem (Milestone, 1970)
- At the Lighthouse (Milestone, 2004, réédition CD du précédent avec 4 prises inédites)

Avec Freddie Hubbard
- High Energy (Columbia, 1974)
- Liquid Love (1975)

Avec Bobby Hutcherson
- Waiting (Blue Note, 1975)
- Knucklebean (Blue Note, 1977)
- Highway One (Columbia, 1978)
- Conception: The Gift of Love (Columbia, 1979)
- Un Poco Loco (Columbia, 1979)

Avec Philly Joe Jones
- Philly Mignon (Galaxy, 1977)

Avec Eddie Marshall
- Dance of the Sun (Muse, 1977)

Avec Greg Marvin
- Taking Off! (Planet X, 1991)
- Special Edition (Planet X, 2001)

Avec Frank Morgan
- Quiet Fire (Contemporary, 1987 [1991] avec Bud Shank
- Mood Indigo (Antilles, 1989)
- A Lovesome Thing (Antilles, 1991)
- City Nights: Live at the Jazz Standard (HighNote, 2003 [2004])
- Raising the Standard (HighNote, 2002 [2005])
- A Night in the Life (HighNote, 2003 [2007])
- Montreal Memories (Live Duo Performance) (HighNote, 1989 [2018])

Avec David "Fathead" Newman
- Keep the Dream Alive (Prestige, 1978)

Avec Art Pepper
- The Trip (Contemporary, 1976)
- No Limit (Contemporary, 1977)
- Thursday Night at the Village Vanguard (Contemporary, 1977 [1979])
- Friday Night at the Village Vanguard (Contemporary, 1977 [1979])
- Saturday Night at the Village Vanguard (Contemporary, 1977 [1979])
- More for Les at the Village Vanguard (Contemporary, 1977 [1985])
- San Francisco Samba (Contemporary, 1977 [1997])
- So in Love (Artists House, 1979)
- Artworks (Galaxy, 1979 [1984])
- Landscape (Galaxy, 1979)
- Besame Mucho (JVC, 1979 [1981])
- Roadgame (Galaxy, 1981 [1982])
- Art Lives (Galaxy 1981 [1983])
- APQ (Galaxy, 1981 [1984])
- Arthur's Blues (Galaxy, 1981 [1991])
- Art Pepper: Unreleased Art, Vol. 1 (APM 2006)

Avec Max Roach
- Lift Every Voice and Sing (Atlantic, 1971)
- To the Max! (Enja, 1990-91)

Avec Woody Shaw
- Blackstone Legacy (Contemporary, 1970)
- Song of Songs (Contemporary, 1972)
- Woody III (Columbia, 1979)

Avec Bud Shank
- Quiet Fire (Contemporary, 1991)

Avec Archie Shepp 
- Archie Shepp
- California Meeting: Live on Broadway (Black Saint/Soul Note, 1985)

Avec Bennie Wallace 
- Bennie Wallace in Berlin (Enja Records, 2002)

Avec Kazumi Watanabe 
- Lonesome Cat (Denon, 1978)